# Tortura en Persia
En la cultura persa era habitual la tortura como pena impuesta a los presos[cita requerida].
Los reos de alta jerarquía sufrían el suplicio de la ceniza: una torre alta y vacía era llenada con ceniza hasta cierta altura y el delincuente era arrojado de cabeza en su interior. Una máquina a modo de rueda revolvía sin cesar la ceniza alrededor del reo hasta que se sofocara.
En algunos pueblos de Persia se amarraba al reo por brazos y piernas a las ramas más altas de dos árboles contiguos. Las ramas, al soltarse con violencia, destrozaban el cuerpo del condenado.
Otro suplicio utilizado es el de las artesas, según lo describe Rollin: se introducía al condenado de espaldas en una artesa, atado fuertemente a sus cuatro ángulos. Luego se le cubría con otra artesa sacando su cabeza, manos y pies por agujeros hechos para ese propósito. En esta postura se le alimentaba obligándole a comer aunque no quisiera. Para beber se le daba miel disuelta con leche, con la que también se le frotaba la cara. Expuesto de esta forma al sol, el reo atraía innumerables moscas y otros insectos. En el interior de la artesa, los gusanos producidos por sus propios excrementos le comían las entrañas. El infeliz preso podía vivir unos quince días sufriendo dolores increíbles.